# Худая, Мария Николаевна
Мария Николаевна Худая (1940—2024) — советский и белорусский хозяйственный, государственный и политический деятель.

## Биография
Родилась в 1940 году в селе Секеричи. Член КПСС.
Окончила Белорусскую сельскохозяйственную академию (бухгалтер-экономист), Московскую сельскохозяйственную академию имени К. А. Тимирязева (преподаватель сельскохозяйственного техникума), Минскую высшую партийную школу (политолог).
Работала главным бухгалтером, главным экономистом, заместителем председателя колхоза «Ленинский шлях», председателем колхоза «1 Мая» Несвижского района Минской области, начальником Несвижского районного управления сельского хозяйства, председателем Несвижского райисполкома, первым секретарем Несвижского райкома, председателем Минского областного комитета экологии[когда?].
Избиралась депутатом Верховного Совета Белорусской ССР восьмого созыва, депутатом Верховного Совета Республики Беларусь 13 созыва , Палаты представителей Национального собрания Республики Беларусь второго и третьего созывов.